# Hans Kramer (Forstmann)

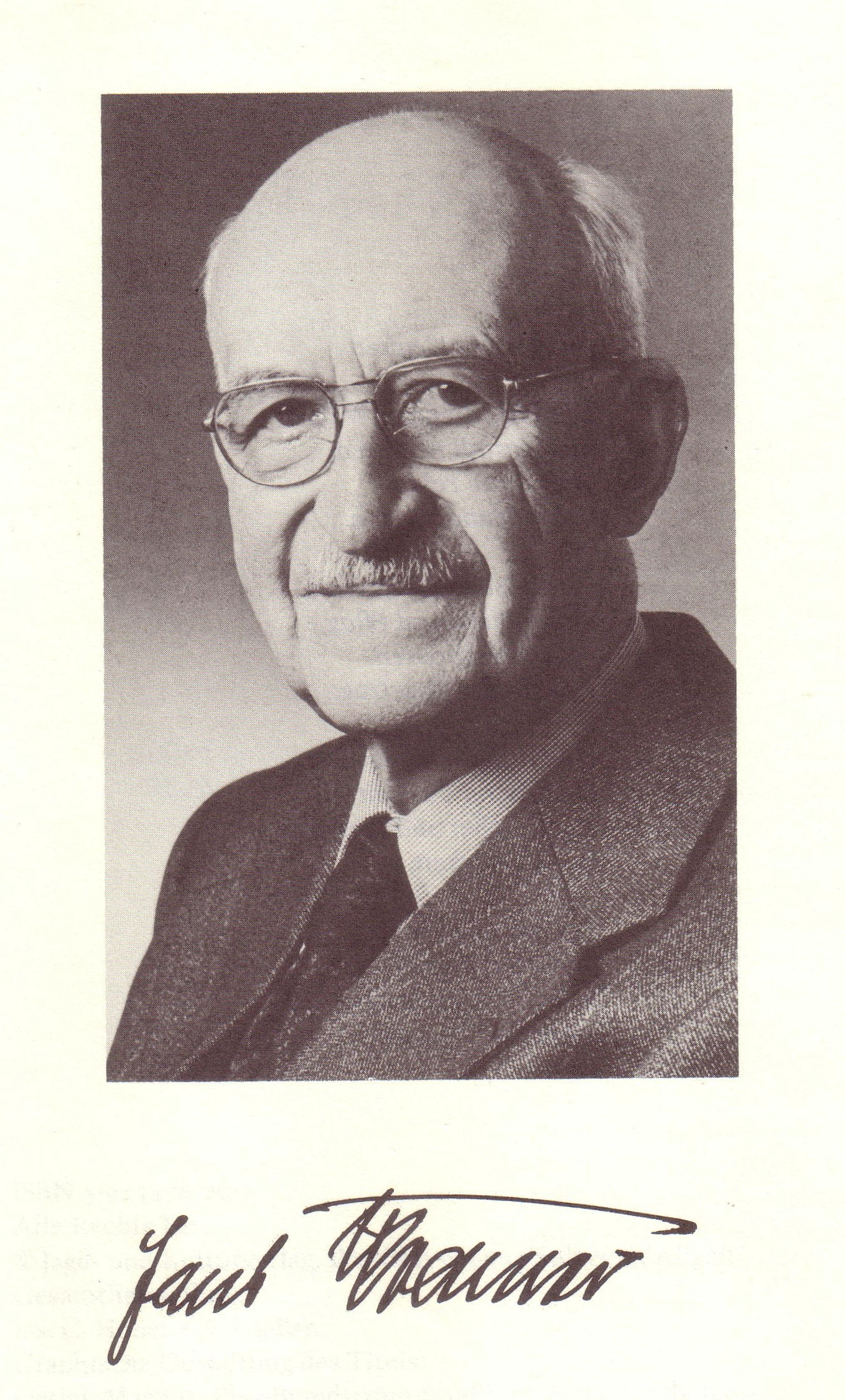
Hans Kramer

Hans Kramer (* 13. Juli 1896 in Voigtshof,  Kr. Rößel, (Ermland); † 11. Januar 1982 in Lüneburg) war ein deutscher Forstmann. Als Elchjägermeister leitete er 
von 1938 bis 1945 das Oberforstamt Elchwald mit seinem mehr als 100.000 ha großen Staatsjagdrevier am Kurischen Haff.

## Leben
Hans Kramer entstammte einer alten ostpreußischen Familie von Salzburger Exulanten. Sein Großvater mütterlicherseits war Theodor Tolki, Ehrenbürger von Neidenburg. Sein Vater, der Domänenpächter und Amtmann Richard Kramer, weckte in ihm bereits in früher Kinderzeit die Liebe zur Natur und führte ihn an Jagd und Fischerei heran. Nach dem Besuch des Collegium Fridericianum in Königsberg trat er zu Beginn des Ersten Weltkriegs in das 1. Masurische Feldartillerie-Regiment Nr. 73.
Nach Kriegsende studierte er Forstwissenschaft an der  Forstakademie Eberswalde und der  Kgl. Preußischen Forstakademie Hannoversch Münden. Auch an der Albertus-Universität Königsberg verbrachte er einige Semester. Das Referendariat in der preußischen Staatsforstverwaltung beendete er 1924 mit der Großen Forstlichen Staatsprüfung. Danach war er ein Jahr lang Rektoratsassistent  an seiner vormaligen Schule in Eberswalde. 1925 übernahm er in seiner ostpreußischen Heimat die Leitung der Oberförsterei Pfeil im Landkreis Labiau. Kramer sanierte dieses am Nordrand der litauischen Lehmreviere gelegene Forstamt, indem er in diesem Revier mit hoch anstehendem Grundwasser die Vorflut großräumig ordnete und die vom Wasserstau befreiten Waldbestände zu erstaunlichem Wachstum brachte.
Beim  Großen Propheten brachte er es zum „Bey von Szerszantinnen und Skierniewice“. 

### Elchhege

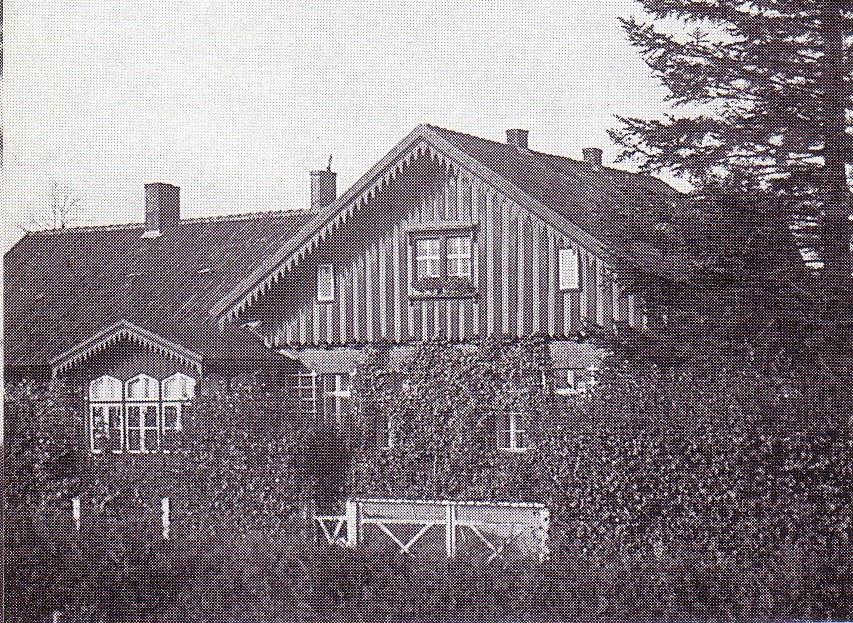
Forstamt Pfeil

Neben seiner forstlichen Tätigkeit entwickelte sich Hans Kramer zu einem exzellenten Kenner des Elches. Die größte Hirschart der Welt war im Bereich seines Forstamtes und der umliegenden Region noch heimisch. Reichsjägermeister Hermann Göring ernannte ihn deshalb 1937 zum Elchjägermeister. In dieser Stellung, die keine Behörde, sondern vielmehr eine Beratungsaufgabe darstellte, war Hans Kramer für die Hege des gesamten deutschen Elchwildes verantwortlich. Segensreich war die Verordnung einer vollen dreijährigen Schonzeit für Elche, die der Oberpräsident Ernst Siehr eigenmächtig durchgesetzt hatte.
Als am 1. April 1938 das Oberforstamt Elchwald neu geschaffen wurde, übernahm Kramer im Range eines Oberforstmeisters dessen Leitung. In der Doppelfunktion als Forstamtsleiter und Elchjägermeister trug er maßgeblich dazu bei, den Elchbestand, der in der Region zuvor mehrfach vom Aussterben bedroht gewesen war, bis 1939 wieder auf 1400 Stück anzuheben. Kramer selbst war ein herausragender Waidmann – Oberstjägermeister Ulrich Scherping nannte ihn einmal einen „Meister der Jagd“. Trotz der jagdlichen Beanspruchungen durch deutsche und ausländische Gäste war im Elchwald ein durchaus erfolgreiches Bemühen um eine Synthese von Jagd, Naturschutz und Forstwirtschaft zu erkennen.

### NS-Zeit
Für Kramer waren in seiner hohen forstlichen Leitungsfunktion Parteimitgliedschaften unumgänglich. Als Stahlhelm-Mitglied wurde er nach der „Machtergreifung“ Adolf Hitlers automatisch in die SA übernommen, war von 1933 bis 1939 SA-Reservist sowie ab 1937 auch SA-Obertruppführer. Am 1. Juli 1937 beantragte er die Aufnahme in die NSDAP und wurde rückwirkend zum 1. Mai desselben Jahres aufgenommen (Mitgliedsnummer 5.124.985). Dies wurde jedoch als reine Schutzmaßnahme angesehen: So nahm Kramer seine Beamten vor Verfolgungen durch die Parteiorgane in Schutz, zeigte auch nie den „Deutschen Gruß“ und litt stark unter verschiedenen Ansinnen, die die Nationalsozialisten an ihn stellten. Jedes Mal, wenn Göring ihn in seinem Forstamt aufsuchte, räumte er zuvor rasch die besten Trophäen auf den Dachboden und hängte durchschnittliche Geweihe an deren Stelle, um den bekannten Jagdneid des selbsternannten Reichsjägermeisters nicht herauszufordern. Speziell Gauleiter Erich Koch war mit dem Oberforstmeister nicht einverstanden. Er verhinderte nicht nur Kramers in Aussicht gestellte weitere Beförderung zum Landforstmeister, sondern betrieb auch aktiv dessen Abberufung, womit er sich jedoch nicht durchsetzte. In der Folge ging allerdings Göring auf Distanz zu Kramer.

### Nachkriegszeit
Der Zweite Weltkrieg endete für Hans Kramer und seine Familie 1945 mit der Vertreibung aus der ostpreußischen Heimat. Der Oberforstmeister kam in der Niedersächsischen Landesforstverwaltung unter, wo er zunächst als Lehrer an einer Forstschule und Leiter des Forstamtes Neuhaus im Solling wirkte. 1949 übernahm er die hannoversche Forstinspektion Weserbergland und 1954 die Forstinspektion Braunschweig-Land. Auch in diesen Funktionen beschäftigte er sich wieder mit der Beseitigung ungünstiger Wasserverhältnisse sowie mit jagdlichen Fragen. So setzte er sich intensiv dafür ein, dass der Wildbestand in den Wäldern dem Äsungsangebot entsprechend niedrig gehalten wurde. Als Holzverwertungsreferent kümmerte sich Kramer schließlich in Zusammenarbeit mit dem Institut für Holzforschung der Technischen Hochschule Braunschweig um eine verstärkte Laubschichtholzverwertung. 
Nach seiner Pensionierung 1961 beteiligte sich Kramer mit Hans Loeffke maßgeblich am Aufbau des Ostpreußischen Jagdmuseums, das zum   Ostpreußischen Landesmuseum in Lüneburg wurde. Außerdem veröffentlichte er unter dem Titel Elchwald. Der Elchwald als Quell und Hort ostpreußischer Jagd seine jagdlichen und forstlichen Erinnerungen. Das Buch erschien erstmals 1963 als Teil der so genannten „Ostpreußen-Trilogie“ im BLV Verlag. 
Kramer starb mit 85 Jahren in Lüneburg. Sein Sohn Horst Kramer war Professor für Forstwissenschaft an der Georg-August-Universität Göttingen.

## Ehrungen
- Literaturpreis des Deutschen Jagdschutz-Verbandes (1963)

## Schriften
- Elchwald. Land, Leute, Jagd, 3. Auflage. Jagd- und Kulturverlag, Sulzberg im Allgäu 1990, ISBN 3-925456-00-7